# Port lotniczy Long Beach
Port lotniczy Long Beach (Long Beach International Airport) – port lotniczy położony w Long Beach, w Kalifornii, 29 km od Portu lotniczego Los Angeles.

## Linie lotnicze i połączenia

### Północna hala
- Alaska Airlines (Seattle/Tacoma)
- Delta Air Lines
  - Delta Connection obsługiwane przez SkyWest (Salt Lake City)
- ExpressJet Airlines (Fresno, Monterey, Reno/Tahoe)
- US Airways
  - US Airways Express obsługiwane przez Mesa Airlines (Phoenix)

### Południowa hala
- JetBlue Airways (Austin, Boston, Chicago-O’Hare, Fort Lauderdale, Las Vegas, Nowy Jork-JFK, Oakland, Sacramento, Salt Lake City, San Jose (CA), Seattle/Tacoma, Waszyngton-Dulles)